# Lettiskt varmblod
Det Lettiska varmblodet är en hästras som härstammar från Lettland. Rasen som finns i tre olika typer, framavlade för olika ändamål. I Lettland är det den absolut vanligaste hästrasen. Hästarna är mest kända för sina vägvinnande rörelser och sitt goda temperament.

## Historia
Ursprunget till de olika typerna av lettiskt varmblod sägs vara i den primitiva Skogshästen som fanns över hela norra Europa. Det finns en stark anknytning mellan de lettiska varmblodshästarna, Sveriges Nordsvenska häst och Norges Dölehäst. 
Under 1600-talet korsades den dåvarande lettiska hästen med bland annat olika tyska varmblodshästar och arabiska fullblod för att få fram en mycket lättare och atletisk ridhäst. Under 1700-talet tillfördes även lite Engelskt fullblod i rasen för snabbhet. 
Under början av 1900-talet utvecklade man olika körhästar i Lettland med hjälp av olika importerade kallblodshästar som även de hade sitt ursprung i Skogshästen. Nordsvenskar kan ha använts och likaså en stor rad av olika europeiska varmblodshästar. Den största influensen hos den Lettiska vagnshästen kom dock från de tyska raserna Oldenburgare, Holsteiner och Hannoveranare. Mellan 1921 och 1940 importerades över 100 oldenburgare till Lettland från Tyskland och Holland. Hela 65 hingstar och 42 ston importerades från Holland och det var dessa Oldenburgare som blev grunden till rasens fortsatta utveckling. Även tyngre Ardennerhästar importerades och korsades med vagnshästarna. Man fick då även fram en tredje typ, den mycket tyngre arbetstypen. Vagnshästarna fick mer påbrå från körhästar och medeltunga hästar genom inkorsningar av Norfolktravare och Frieserhäst. Detta var bland annat för att fastställa den typen som en riktig vagnshäst och för att undvika att denna blandades ihop med den lättare ridhästen eller den tyngre typen. 
1952 blev rasen officiellt godkände och det Lettiska varmblodet fick sin stambok etablerade där alla tre typerna registrerades och stamböckerna lämnades orörda ända fram till 1960 då man även korsade vagnstypen med ännu mer hannoveranare och lite av det betydligt snabbare engelska fullblodet. På så sätt utvecklades den lättare lettiska ridhästen som blev mer sportig och lättare i exteriören.

## Egenskaper
Det lettiska varmblodets egenskaper varierar något mellan de olika typerna. Den lettiska ridhästen är en perfekt allroundhäst som kan användas inom de flesta ridsportgrenar som t.ex. dressyr och hoppning. Den lettiska vagnshästen är lite mer högrest men snabb och med fina rörelser som gör hästen till en utmärkt körhäst som även används som större ridhäst idag då det inte finns lika stor efterfrågan på vagnshästar. Den mycket tyngre och mer musklade dragtypen är mest ovanlig av de tre typerna, då det finns väldigt liten efterfrågan på jordbrukshästar. 
Gemensamt för de lettiska hästarna är att de har fina leder, ganska stora huvuden med raka nosprofiler och stora ögon. Halsen är ganska lång och muskulös, men lite kraftigare på dragtypen. Benen är ganska korta men starka och korrekta. Alla de tre typerna är starka, sunda och har en bra uthållighet. Oftast är hästarna bruna, men kan även vara svarta eller mörkt fuxfärgade. Det lettiska varmblodet är även lugnt och lätthanterlig med ett bra lynne.